# Micrangelia pyrenaea
Micrangelia pyrenaea är en flockblommig växtart som beskrevs av Jules Pierre Fourreau. Micrangelia pyrenaea ingår i släktet Micrangelia och familjen flockblommiga växter. Inga underarter finns listade i Catalogue of Life.